# World Flora Online

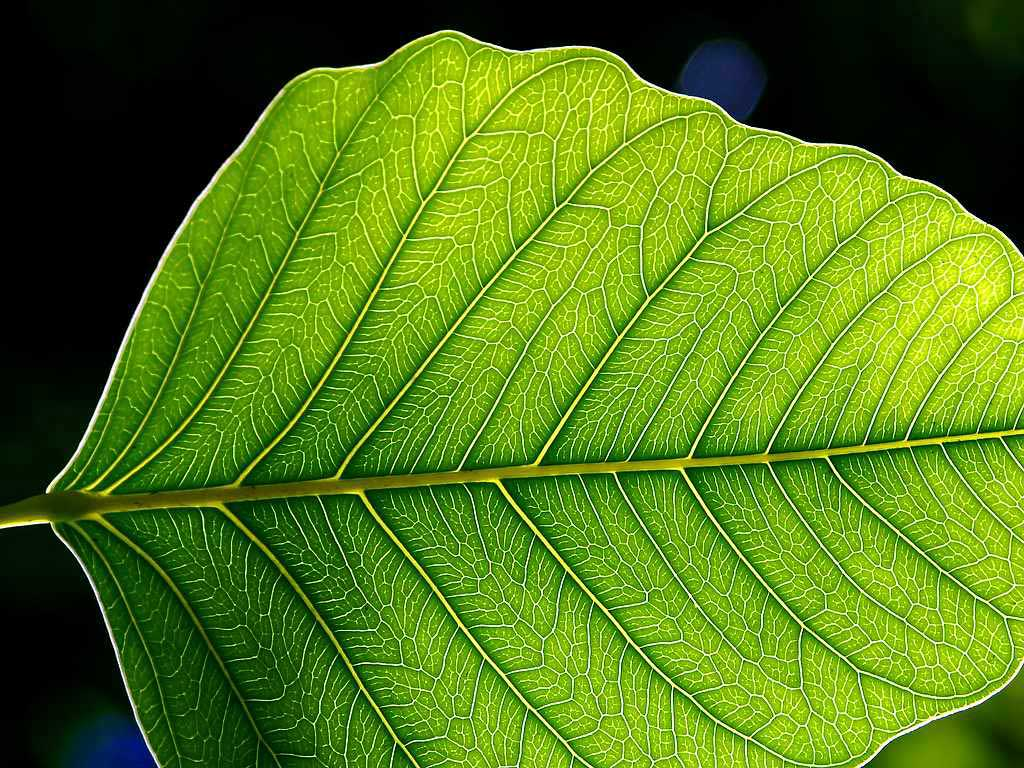
Detailní fotografie listu.

World Flora Online (WFO) je veřejná online encyklopedie, jejímž cílem je popis flóry všech známých rostlin. Jedná se o projekt Úmluvy OSN o biologické rozmanitosti, která usiluje o zastavení celosvětového úbytku veškerých rostlinných druhů.

## Vznik
Byla spuštěna v říjnu roku 2012 jako projekt navazující na The Plant List, a popisuje rostliny do roku 2020. Encyklopedie je vyvíjena skupinou mnoha institucí po celém světě v reakci na Globální strategii pro ochranu rostlin v období od roku 2011 do roku 2020. WFO byla vytvořena v roce 2012 čtyřmi institucemi; Missouri Botanical Garden, New York Botanical Garden, Royal Botanic Garden Edinburgh a Royal Botanic Gardens, Kew. Nyní se na encyklopedii podílí celkem 36 institucí.

## Hlavní účel
Účelem tohoto projektu bylo vytvořit "online flóru všech známých rostlin". Přehled všech rostlinných druhů byl považován za základní požadavek pro ochranu rostlin. Poskytuje základ pro dosažení a sledování dalších cílů pro jejich ochranu. Předchozího cíle bylo dosaženo v roce 2010 pomocí The Plant List (seznamu rostlin).